# Pseudo-potentiel
En chimie quantique, les méthodes de description par pseudo-potentiel (ou pseudopotentiel) sont un ensemble de méthodes visant à  substituer le potentiel d’interaction coulombien du noyau et les effets des électrons dits « de cœur », considérés comme fortement liés, par un potentiel effectif interagissant uniquement avec les électrons dits « de valence ». Cette approximation présente un grand intérêt dans le calcul théorique de la structure électronique de la matière, car elle permet de ne traiter explicitement que les électrons de faible énergie (qui sont constitutifs, par exemple, de liaisons chimiques) et crée ainsi un gain important des ressources informatiques nécessaires aux calculs.
Un pseudopotentiel peut être généré pour un élément chimique dans une configuration électronique de référence choisie arbitrairement, selon différentes méthodes (empiriques ou non). Ce pseudopotentiel peut être ensuite spécifiquement utilisé pour un système donné (cas des pseudo-potentiels empiriques) ou pour un ensemble de systèmes (moléculaires ou solides) afin d'en décrire les différentes propriétés physiques. Dans tous les cas, la description du « cœur » du pseudopotentiel est inchangée.
De nombreux schémas de génération de pseudo-potentiels existent. Ils peuvent se baser sur une approche empirique (les paramètres sont ajustés sur les propriétés d'un système réel) ou sur des approches variées et nombreuses se basant sur une modification mathématique de la fonction d'onde électronique en deçà d'une distance donnée au noyau de l'atome.

## L'approche du pseudopotentiel

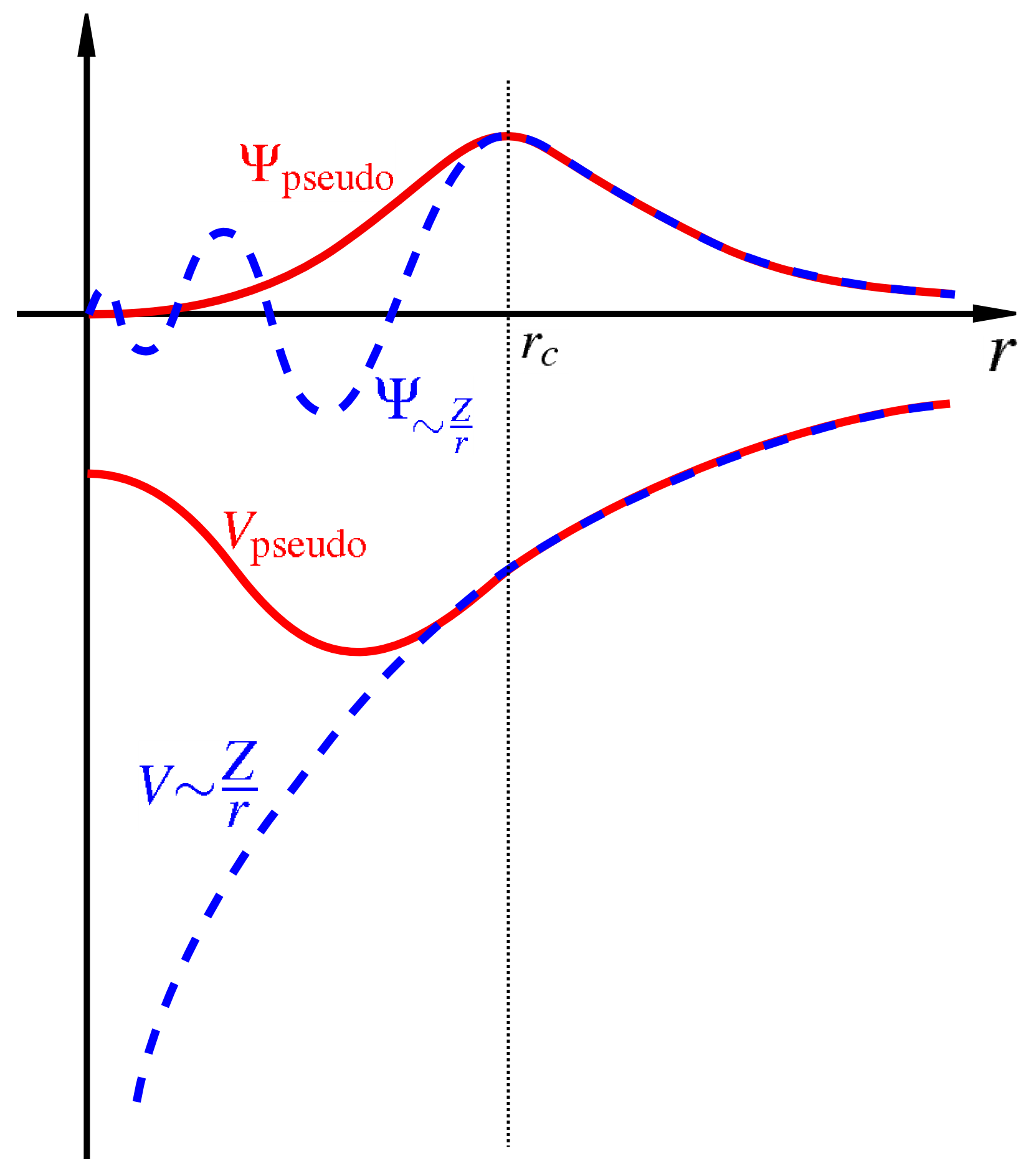
Comparaison de la fonction d'onde dans le potentiel de Coulomb du noyau (en bleu) avec celle dans le pseudopotentiel correspondant (en rouge). Les deux fonctions d'onde se confondent au dessus de la fréquence de coupure.

Les bases d’ondes planes utilisent la même résolution dans chaque région de l’espace de sorte que pour décrire à la fois les cœurs ioniques (c’est-à-dire le noyau entouré du nuage électronique le plus interne) et les états électroniques partiellement localisés autour d’eux, le nombre de vecteurs {\displaystyle G} nécessaires serait relativement prohibitif pour mener à bien la résolution des équations de Kohn-Sham.
Une façon de contourner cette difficulté consiste à utiliser la méthode des pseudopotentiels, appelée encore approximation de cœurs gelés (frozen-core approximation). Cette méthode repose sur l’hypothèse que seuls les électrons de valence (c’est-à-dire les électrons les plus externes) contribuent de façon significative aux propriétés physiques et chimiques d’un système donné alors que les électrons de cœur ne sont pas fortement sensibles à l’environnement chimique. Les cœurs ioniques sont ainsi considérés comme étant “gelés” dans leurs configurations atomiques. La méthode des pseudopotentiels consiste ainsi à ne traiter explicitement que les électrons de valence, qui se déplacent alors dans un potentiel externe effectif, produit par ces cœurs ioniques inertes, appelé pseudopotentiel. Ce pseudopotentiel tente de reproduire l’interaction générée par le vrai potentiel sur les électrons de valence sans inclure explicitement dans le calcul des électrons de cœur.
Le nombre d’électrons apparaissant de manière explicite dans les calculs (et donc le nombre d’équations à résoudre) s’en trouve fortement réduit ; seuls les électrons de valence sont pris en compte, ce qui produit un gain de temps de calcul considérable. Mais, comme en mécanique quantique toutes les fonctions d’onde décrivant les états électroniques (c’est-à-dire les électrons) doivent être orthogonales entre elles, les électrons de cœur apparaissent toujours de manière implicite. En effet, pour rester orthogonales aux orbitales de cœur, les fonctions d’onde des électrons de valence oscillent rapidement dans la région proche du noyau comme le montre la figure ci-contre. Les fonctions d’onde résultant de cette contrainte d’orthogonalité restent relativement difficiles à décrire à partir d’une base d’ondes planes (nombre de vecteurs {\displaystyle G} très élevé). On remplace alors la partie de la fonction d’onde proche du cœur ionique par des fonctions d’onde fictives, ou pseudo-fonctions d’onde, qui donnent lieu aux mêmes fonctions d’onde de valence au-delà d’un certain rayon de coupure {\displaystyle r_{c}}  (Figure 1). Ces pseudo-fonctions d’onde sont alors plus lisses ou “douces” que les vraies fonctions d’onde et elles peuvent de ce fait être représentées par un nombre de vecteurs très inférieur à celui nécessité dans le traitement des vraies fonctions d’onde. On dit également que le potentiel très “dur” du cœur ionique est remplacé par un pseudopotentiel plus “doux”.
Le pseudopotentiel se définit donc comme un potentiel ionique effectif relativement doux qui n’agit que sur les électrons de valence.
Si le pseudopotentiel est ajusté de telle manière que la charge intégrée dans la région de cœur ionique correspondant à la pseudo-fonction d’onde soit égale à la charge intégrée associée à la vraie fonction d’onde, le pseudopotentiel est dit à norme conservée. Ainsi, bien que la méthode pseudo-potentielle simplifie fortement la description des électrons de valence, l’utilisation de pseudopotentiels à norme conservée permet de garantir une considération correcte de cette couche électronique externe. De tels pseudopotentiels sont construits de manière à satisfaire un certain nombre de conditions qui les rendent aussi transférables que possible, c’est-à-dire qu’ils puissent être utilisés pour prédire les propriétés chimiques d’un atome dans une large gamme de situations (ex. de l’état massif ou bulk, à la surface). Dans la mesure où les pseudopotentiels à norme conservée ne reposent pas sur la connaissance expérimentale préliminaire d’un élément chimique, on peut les construire pour n’importe quel élément du tableau périodique.
La génération d’un pseudopotentiel se fait à partir d’un atome isolé et on impose que les énergies propres obtenues avec le pseudopotentiel soient égales aux énergies atomiques réelles ou “all electron”. L’hypothèse principale est alors d’admettre que le pseudopotentiel construit pour un atome donné est transférable, c’est-à-dire que les résultats obtenus restent corrects si l’atome est placé dans un certain environnement chimique. La construction d’un tel potentiel est généralement assez délicate, car il faut estimer un rayon de coupure convenable et choisir les électrons pouvant être considérés comme chimiquement inertes (cœur et semi-cœur). On essaie donc de trouver un compromis entre la transférabilité du pseudopotentiel et la diminution de temps de calcul qu’il engendre en autorisant un {\displaystyle E_{cut}} moins important. En général, il est obligatoire de tester un nouveau pseudopotentiel dans des environnements bien connus pour vérifier s’il reproduit bien les résultats auxquels on s’attend.
Plusieurs types de pseudopotentiels ont déjà été développés. Certaines méthodes font appel à des pseudopotentiels ne conservant pas la norme. Cela confère plus de latitude dans leur construction, mais la non conservation de la norme néanmoins des contraintes techniques supplémentaires lors de l’implémentation. Ces pseudopotentiels sont caractérisés par des pseudo-fonctions d’onde arbitrairement lisses dans les régions du cœur (ex. pseudopotentiels de Vanderbilt également appelés pseudopotentiels “ultrasoft”, USPP) permettant de bas  .

## Pseudopotentiel empirique
Le concept de pseudopotentiel a été introduit dans les années 1930 par Fermi. Par la suite, Hellmann utilise cette notion pour le calcul des niveaux énergétiques de métaux alcalins,.
Ces premiers pseudopotentiels sont qualifiés d'empiriques; ce qui signifie qu'ils ne sont pas obtenus par calcul mais paramétrés pour reproduire au mieux des résultats expérimentaux de référence. L'utilisation d'un tel type de pseudopotentiel se fonde sur deux constatations. Tout d'abord, s'il était certain à cette époque que l'on pouvait obtenir de manière exacte et par calcul des pseudopotentiels cela passait par la résolution de calculs complexes (impliquant les fonctions d'onde atomiques) impossible à résoudre sans ressources informatiques. L'utilisation d'une méthode empirique beaucoup plus simple allait donc de soi. Ensuite, on peut constater qu'un certain nombre d'éléments peuvent être décrits par des pseudopotentiels paramétrés tout en fournissant une approximation acceptable de l'interaction électron de valence - ion de cœur. Cela était vrai notamment pour les métaux alcalins, les métaux "simples" tels que l'aluminium ainsi que les semi-conducteurs.
L'utilisation de ces pseudopotentiels va permettre en une dizaine d'années d'augmenter le champ des connaissances dans le domaine de l'état solide avant d'être remplacés par des pseudopotentiels ab initio plus efficaces.

## Méthode des ondes planes orthogonales
La méthode des ondes planes orthogonales (OPW pour orthogonalized planes waves) a été introduite par Convers Herring dans les années 1940. La méthode permit de mieux comprendre la nature de structure de bande de matériaux semiconducteurs tels que le silicium et le germanium et fut la première à expliquer de manière théorique que le silicium est un matériau à gap indirect.
Le développement de cette méthode mérite d’être introduit car celle-ci est l’ancêtre direct de la notion de pseudopotentiel.

### Formalisme mathématique
De manière concrète, la méthode OPW est une approche générale qui vise à construire des fonctions de bases pour la description des états de valence. Ces fonctions sont définies de la manière suivante : 
Les fonctions uj sont arbitraires mais nécessitent d’être localisées autour des noyaux. De la définition précédente, il s’ensuite que {\displaystyle \chi _{q}^{OPW}} est bien orthogonale à toutes les fonctions uj c’est-à-dire que pour tout uj : 
Si les fonctions uj sont correctement choisies, l’expression (X) peut alors être vue comme étant la somme de deux contributions ; une partie adoucie (soft), c’est-à-dire ne comportant pas de nœuds, et une partie localisée. La partie adoucie peut être représenté aisément par une combinaison d’ondes planes ce qui était l’objectif d’Herring comme il le précise lui-même
« This suggest that it would be practical to try to approximate [the eigenfunction] by a linear combinaison of a few planes waves, plus a linear combinaison of a few function {\displaystyle u_{j}} localized about each nucleus and obeying wave equations of the form : 

Le potentiel Vj et les fonctions uj qui apparaissent dans l’équation doivent être choisie de manière optimales.
Il est important de préciser que, les états de valence étant étiquetés, par leurs nombres quantiques l et m, il est normal que les fonctions que l’on ajoute possèdent également les mêmes valeurs de l et m. Des précédentes définitions, les fonctions d’onde de valence peuvent être exprimées comme :

## Pseudopotentiel de Phillips-Kleinman-Antoncik
C'est par une reformulation de la méthode OPW d'Herring qu'en 1959 Phillips et Kleinman développent la première approche formelle (non empirique) de la notion de pseudopotentiel.
Antoncik, de manière indépendante, publie la même année une approche similaire. La méthode du pseudopotentiel de Phillips-Kleinman-Antoncik (PKA) est la première à montrer que la condition d'orthogonalité dans la région de cœur entre les états de cœur et de valence agit comme un potentiel répulsif qui tend à s'opposer au potentiel nucléaire attractif ressenti par les électrons de valence. Le plus souvent, ces deux effets se combinent pour former un potentiel faiblement répulsif, le pseudopotentiel.

## Pseudopotentiel à norme conservée
L'introduction du principe de pseudopotentiel à norme conservée représente la percée la plus significative dans le traitement des électrons de cœur. L'approche fut développée par Hamann, Schlüter et Chiang et fut suivie peu de temps après par une méthode très similaire mais établie de manière indépendante par Kerker. 

### Méthodologie
La première étape dans la génération d'un pseudopotentiel à norme conservée consiste à réaliser un calcul atomique ab initio tous-électrons. La configuration électronique de l'atome peut être choisie arbitrairement. Généralement il s'agit de l'atome à l'état neutre. Le calcul se fait au départ de l'équation de Kohn-Sham écrite sous sa forme radiale : 
La fonction d'onde réelle est ensuite remplacée par une pseudofonction d'onde à laquelle est associée un potentiel modèle (le pseudopotentiel) choisi pour reproduire correctement les propriétés des états de valence.
Le schéma mathématique qui permet de générer la pseudofonction d'onde n'est pas unique. Il existe du point de vue mathématique une certaine liberté dans le choix de la méthode comme en témoignent les nombreuses publications qui présentent différentes manière de faire,,,,,,,.

### Conditions sur la pseudofonction
Pour obtenir un pseudopotentiel à norme conservée le plus efficace possible, la pseudofonction d'onde doit répondre à une liste de critère précis.
- Les énergies propres obtenus par un calcul tout électron et les pseudoénergies sont égales pour une configuration atomique de référence.
- Les pseudofonctions d’onde de valence et les fonctions d’onde de valence tout électron sont identiques au-delà d’un certain rayon de cœur rC choisi arbitrairement.
- L’intégration de 0 à rC pour chaque fonction d’onde est identique (condition de conservation de la norme)
- Les dérivées logarithmiques de la fonction d’onde tout électron et de la pseudofonction d’onde ainsi que leur dérivée première par rapport à l’énergie sont égales pour tout r ≥ rC.